# Lista siturilor arheologice din județul Prahova - G
Lista siturilor arheologice din județul Prahova - G conține toate siturile arheologice din județul Prahova înscrise în Repertoriul Arheologic Național (RAN) și aflate în localități al căror nume începe cu litera G. RAN este administrat de Ministerul Culturii și Patrimoniului Național și cuprinde date științifice, cartografice, topografice, imagini și planuri, precum și orice alte informații privitoare la zonele cu potențial arheologic, studiate sau nu, încă existente sau dispărute.
Puteți căuta un sit din localitățile care încep cu litera G folosind formularul de mai jos sau puteți naviga prin toate siturile din județ la Lista siturilor arheologice din județul Prahova.
| Cod RAN                                   | Denumire | Localitate                            | Adresă                                 | Datare                       | Descoperit | Coordonate                                    | Imagine           | Erori            |
| ----------------------------------------- | --- | ------------------------------------- | -------------------------------------- | ---------------------------- | ---------- | --------------------------------------------- | ----------------- | ---------------- |
| 133438.01.01 (Cod LMI: PH-I-s-A-16179)    | Orașul medieval Gherghița - La Târg / ansamblu anonim(Grădina lui Dumitrache Gheorghe, Velcovici) (Categorie: locuire civilă) (Tip: așezare urbană) | sat Gherghița, comuna Gherghița       | La Târg                                | sec.XIV - XVIII              |            | 44°47′59″N 26°16′07″E / 44.79972°N 26.26861°E | Încărcați imagine | Raportați eroare |
| 133438.01.02 (Cod LMI: PH-I-s-A-16179)    | Orașul medieval Gherghița - La Târg / ansamblu anonim(Grădina lui Dumitrache Gheorghe, Velcovici) (Categorie: locuire civilă) (Tip: așezare)        | sat Gherghița, comuna Gherghița       | La Târg                                |                              |            | 44°47′59″N 26°16′07″E / 44.79972°N 26.26861°E | Încărcați imagine | Raportați eroare |
| 133438.01.03 (Cod LMI: PH-I-s-A-16179)    | Orașul medieval Gherghița - La Târg / ansamblu anonim(Grădina lui Dumitrache Gheorghe, Velcovici) (Categorie: locuire civilă) (Tip: biserică)       | sat Gherghița, comuna Gherghița       | La Târg                                | sec. XV - XVI-XVII           |            | 44°47′59″N 26°16′07″E / 44.79972°N 26.26861°E | Încărcați imagine | Raportați eroare |
| 133438.01.04 (Cod LMI: PH-I-s-A-16179)    | Orașul medieval Gherghița - La Târg / ansamblu anonim(Grădina lui Dumitrache Gheorghe, Velcovici) (Categorie: locuire civilă) (Tip: necropola)      | sat Gherghița, comuna Gherghița       | La Târg                                |                              |            | 44°47′59″N 26°16′07″E / 44.79972°N 26.26861°E | Încărcați imagine | Raportați eroare |
| 133438.02.01 (Cod LMI: PH-I-m-A-16180.03) | Așezarea de la Gherghița - La Cercelata / ansamblu anonim (Categorie: locuire civilă) (Tip: Așezare)                                                | sat Gherghița, comuna Gherghița       | La Cercelata                           | Gumelnița                    |            | 44°48′05″N 26°14′45″E / 44.80135°N 26.24573°E | Încărcați imagine | Raportați eroare |
| 133438.02.02 (Cod LMI: PH-I-m-A-16180.02) | Așezarea de la Gherghița - La Cercelata / ansamblu anonim (Categorie: locuire civilă) (Tip: Așezare)                                                | sat Gherghița, comuna Gherghița       | La Cercelata                           |                              |            | 44°48′05″N 26°14′45″E / 44.80135°N 26.24573°E | Încărcați imagine | Raportați eroare |
| 133438.02.03 (Cod LMI: PH-I-m-A-16180.01) | Așezarea de la Gherghița - La Cercelata / ansamblu anonim (Categorie: locuire civilă) (Tip: Așezare)                                                | sat Gherghița, comuna Gherghița       | La Cercelata                           | sec. IX - X                  |            | 44°48′05″N 26°14′45″E / 44.80135°N 26.24573°E | Încărcați imagine | Raportați eroare |
| 133303.01.01 (Cod LMI: PH-I-s-B-20210)    | Așezarea neolitică de la Ghinoaica - "La Persu" / ansamblu anonim (Categorie: locuire civilă) (Tip: Așezare)                                        | sat Ghinoaica, comuna Vadu Săpat      | La Persu                               | Starčevo - Criș              |            | 45°03′57″N 26°24′01″E / 45.06583°N 26.40028°E | Încărcați imagine | Raportați eroare |
| 133303.02.01 (Cod LMI: PH-I-m-B-16181.02) | Situl arheologic de la Ghinoaica - "Valea Rea" / ansamblu anonim (Categorie: locuire civilă) (Tip: Așezare)                                         | sat Ghinoaica, comuna Vadu Săpat      | Valea Rea                              | geto-dacică                  |            | 45°03′40″N 26°23′44″E / 45.06111°N 26.39556°E | Încărcați imagine | Raportați eroare |
| 133303.02.02 (Cod LMI: PH-I-m-B-16181.01) | Situl arheologic de la Ghinoaica - "Valea Rea" / ansamblu anonim (Categorie: locuire civilă) (Tip: Așezare)                                         | sat Ghinoaica, comuna Vadu Săpat      | Valea Rea                              | sec. V - VII                 |            | 45°03′40″N 26°23′44″E / 45.06111°N 26.39556°E | Încărcați imagine | Raportați eroare |
| 133303.03.01 (Cod LMI: PH-I-m-B-16182.03) | Situl arheologic preistoric de la Ghinoaica / ansamblu anonim (Categorie: locuire) (Tip: Așezare)                                                   | sat Ghinoaica, comuna Vadu Săpat      |                                        | ceramicii liniare            |            |                                               | Încărcați imagine | Raportați eroare |
| 133303.03.02 (Cod LMI: PH-I-m-B-16182.03) | Situl arheologic preistoric de la Ghinoaica / ansamblu anonim (Categorie: locuire) (Tip: Așezare)                                                   | sat Ghinoaica, comuna Vadu Săpat      |                                        | Boian                        |            |                                               | Încărcați imagine | Raportați eroare |
| 133303.03.03 (Cod LMI: PH-I-m-B-16182.02) | Situl arheologic preistoric de la Ghinoaica / ansamblu anonim (Categorie: locuire) (Tip: așezare fortificată)                                       | sat Ghinoaica, comuna Vadu Săpat      |                                        | Gumelnița                    |            |                                               | Încărcați imagine | Raportați eroare |
| 133303.03.04 (Cod LMI: PH-I-m-B-16182.01) | Situl arheologic preistoric de la Ghinoaica / ansamblu anonim (Categorie: locuire) (Tip: Necropolă)                                                 | sat Ghinoaica, comuna Vadu Săpat      |                                        |                              |            |                                               | Încărcați imagine | Raportați eroare |
| 133697.01.01 (Cod LMI: PH-I-m-B-16229.01) | Situl arheologic de la Gura Vadului - La crucile de piatră ale doamnei Neaga / ansamblu anonim (Categorie: locuire civilă) (Tip: Așezare)           | sat Gura Vadului, comuna Gura Vadului | La crucile de piatră ale doamnei Neaga |                              |            | 45°02′18″N 26°26′33″E / 45.03833°N 26.4425°E  | Încărcați imagine | Raportați eroare |
| 133697.01.02 (Cod LMI: PH-I-m-B-16229.02) | Situl arheologic de la Gura Vadului - La crucile de piatră ale doamnei Neaga / ansamblu anonim (Categorie: locuire civilă) (Tip: Așezare)           | sat Gura Vadului, comuna Gura Vadului | La crucile de piatră ale doamnei Neaga | geto-dacică                  |            | 45°02′18″N 26°26′33″E / 45.03833°N 26.4425°E  | Încărcați imagine | Raportați eroare |
| 133438.03.01                              | Târgul medieval Gherghița - La Bebe Nicolescu / ansamblu anonim (Categorie: așezare) (Tip: așezare)                                                 | sat Gherghița, comuna Gherghița       | La Bebe Nicolescu                      | sec. XVI - XVII              | 2000       |                                               | Încărcați imagine | Raportați eroare |
| 133438.04.01                              | Situl arheologic de la Gherghița - Autostrada București - Ploiești, km. 37 - 38 / ansamblu anonim (Categorie: așezare) (Tip: așezare)               | sat Gherghița, comuna Gherghița       |                                        |                              | 2008       |                                               | Încărcați imagine | Raportați eroare |
| 133438.04.02                              | Situl arheologic de la Gherghița - Autostrada București - Ploiești, km. 37 - 38 / ansamblu anonim (Categorie: așezare) (Tip: așezare)               | sat Gherghița, comuna Gherghița       |                                        |                              | 2008       |                                               | Încărcați imagine | Raportați eroare |
| 130874.01.01                              | Așezarea medievală de la Găgeni - Dealul Cimitirului / ansamblu anonim (Categorie: locuire) (Tip: așezare)                                          | sat Găgeni, comuna Păulești           | Dealul Cimitirului                     | sec. XVI-XVIII               | 2011       | 45°01′30″N 25°57′18″E / 45.025°N 25.955°E     | Încărcați imagine | Raportați eroare |
| 133697.04.01                              | Tumulul de la Gura Vadului - Movila Bleanda / ansamblu anonim (Categorie: tumul) (Tip: Tumul)                                                       | sat Gura Vadului, comuna Gura Vadului | Movila Bleanda                         |                              |            | 45°02′02″N 26°25′13″E / 45.03389°N 26.42028°E | Încărcați imagine | Raportați eroare |
| 133697.03.01                              | Tumulul de la Gura Vadului - La Cruce / ansamblu anonim (Categorie: tumul) (Tip: Tumul)                                                             | sat Gura Vadului, comuna Gura Vadului | La Cruce                               |                              | 2012       | 45°02′19″N 26°25′08″E / 45.03861°N 26.41889°E | Încărcați imagine | Raportați eroare |
| 135075.02.01                              | Tell-ul de la Goga / ansamblu anonim (Categorie: tell) (Tip: Tell)                                                                                  | sat Goga, comuna Râfov                |                                        | Gumelnița                    | 2012       | 44°53′31″N 26°08′45″E / 44.89194°N 26.14583°E | Încărcați imagine | Raportați eroare |
| 135075.01.01                              | Situl arheologic de la Goga - La Liziera Pădurii / ansamblu anonim (Categorie: locuire) (Tip: Așezare)                                              | sat Goga, comuna Râfov                | La Liziera Pădurii                     | Chilia - Militari            | 2012       | 44°53′31″N 26°07′42″E / 44.89194°N 26.12833°E | Încărcați imagine | Raportați eroare |
| 135075.01.02                              | Situl arheologic de la Goga - La Liziera Pădurii / ansamblu anonim (Categorie: locuire) (Tip: Așezare)                                              | sat Goga, comuna Râfov                | La Liziera Pădurii                     | Sântana de Mureș - Cerneahov | 2012       | 44°53′31″N 26°07′42″E / 44.89194°N 26.12833°E | Încărcați imagine | Raportați eroare |
| 135075.01.03                              | Situl arheologic de la Goga - La Liziera Pădurii / ansamblu anonim (Categorie: locuire) (Tip: Așezare)                                              | sat Goga, comuna Râfov                | La Liziera Pădurii                     | Ipotești - Cândești          | 2012       | 44°53′31″N 26°07′42″E / 44.89194°N 26.12833°E | Încărcați imagine | Raportați eroare |
| 135075.01.04                              | Situl arheologic de la Goga - La Liziera Pădurii / ansamblu anonim (Categorie: locuire) (Tip: Așezare)                                              | sat Goga, comuna Râfov                | La Liziera Pădurii                     | Dridu sec. VIII-X d.Ch.      | 2012       | 44°53′31″N 26°07′42″E / 44.89194°N 26.12833°E | Încărcați imagine | Raportați eroare |